# Henri Fantin-Latour

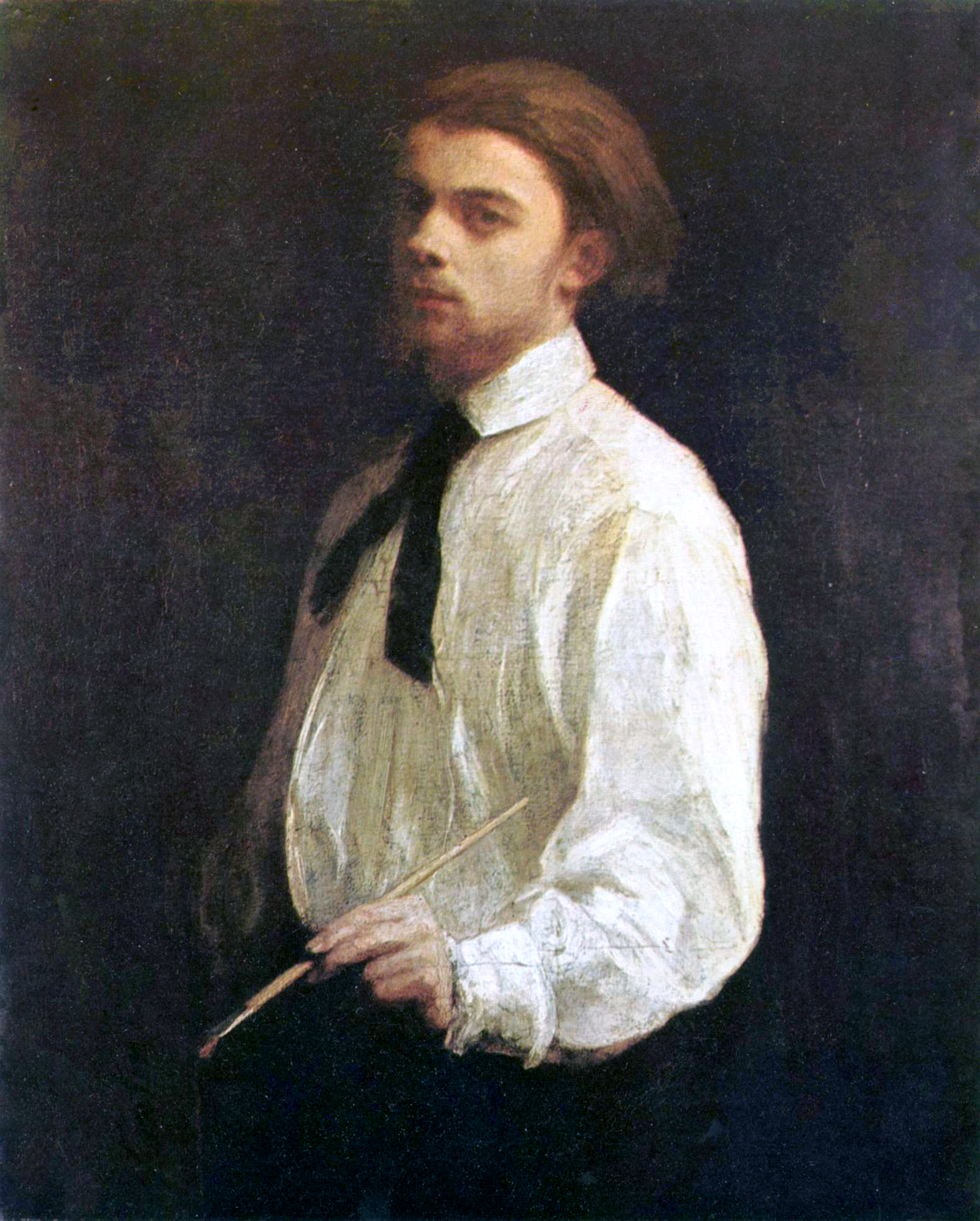
Selbstporträt (1859)

Ignace Henri Jean Théodore Fantin-Latour, genannt Henri Fantin-Latour (* 14. Januar 1836 in Grenoble; † 25. August 1904 in Buré (Orne)) war ein französischer Maler und Lithograf.

## Leben
Seine Ausbildung begann er zunächst bei seinem Vater Jean-Théodore Fantin-Latour, danach bei Horace Lecoq de Boisbaudran. Der Unterricht von Boisbaudran bestand vor allem darin, das visuelle Gedächtnis der Schüler zu schulen. Ab 1854 studierte er an der École nationale supérieure des beaux-arts de Paris. Er kopierte die Gemälde von Delacroix im Musée du Luxembourg und die alten Meister im Louvre. Diese Kopien verkaufte er hauptsächlich an amerikanische und englische Kunden. Hier lernte er auch 1855 Edgar Degas kennen, Édouard Manet 1857 und 1858 Berthe Morisot. 1859 lud ihn James McNeill Whistler nach London ein, wo er auch durch Alphonse Legros Zugang zu den englischen Künstlerkreisen bekam.
1859 begegnete er Gustave Courbet, in dessen Atelier er zwei Jahre später arbeitete. 1863 zählte er zu den Malern, die gleichzeitig auf dem Salon des Refusés und dem Pariser Salon vertreten waren.
Im September 1862 wurden Henri Fantin-Latour, Édouard Manet, Alphonse Legros, James McNeill Whistler, Johan Barthold Jongkind, Félix Bracquemond und andere Künstler Mitglieder der neu gegründeten „Société des Aquafortistes“. Diese Künstlervereinigung hatte sich die Förderung der Radierkunst zum Ziel gesetzt. Sie veröffentlichten ihren eigenen Katalog.
1864 stellte er in der Royal Academy of Arts in London aus. In England waren seine Blumenarrangements besonders gefragt, die er jetzt verstärkt malte.
Die grafische Denkweise von Fantin-Latour zeigt sich im Wesentlichen im Umgang mit den Wagnerischen Themen (1876 besuchte er Bayreuth). Zahlreiche Künstler lassen sich zu diesem Zeitpunkt von den Werken Richard Wagners inspirieren.
Obwohl er ein Zeitgenosse der Impressionisten war, entwickelte er seinen eigenen, dem Realismus verpflichteten Stil. Bekannt wurden seine Blumenbilder und Gruppenporträts vieler zeitgenössischer Pariser Maler und Schriftsteller aus seinem Freundeskreis. Hierzu zählen Hommage à Delacroix, Un atelier aux Batignolles und Un coin de table. Bedeutsam war auch sein Einfluss auf die spätere Kunstströmung des Symbolismus. Ferner ist Fantin-Latour für seine Lithographien bekannt, in denen er sich mit zahlreichen bekannten klassischen Komponisten und ihrer Musik auseinandersetzte.
1876 heiratete er die Malerin Victoria Dubourg (1840–1926). Die Sommer verbrachte er von da an auf dem Landsitz der Familie seiner Frau in Buré im Département Orne in der Basse-Normandie, wo er auch starb. Fantin-Latour ist auf dem Friedhof von Montparnasse in Paris begraben.

## Werk (Auswahl)

### Porträts

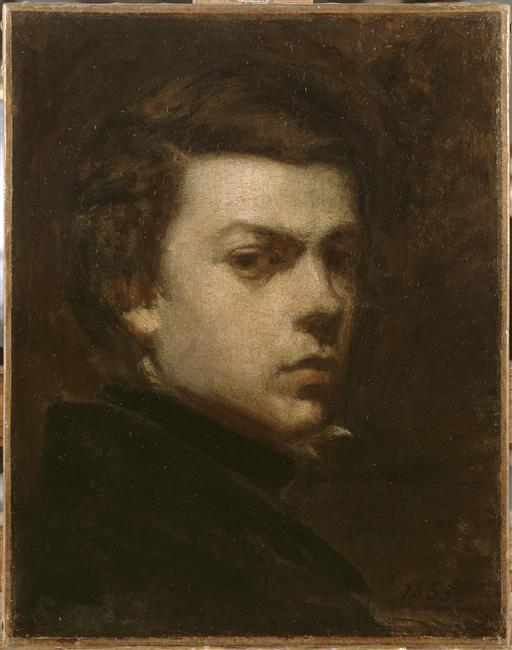
Selbstporträt (1853)
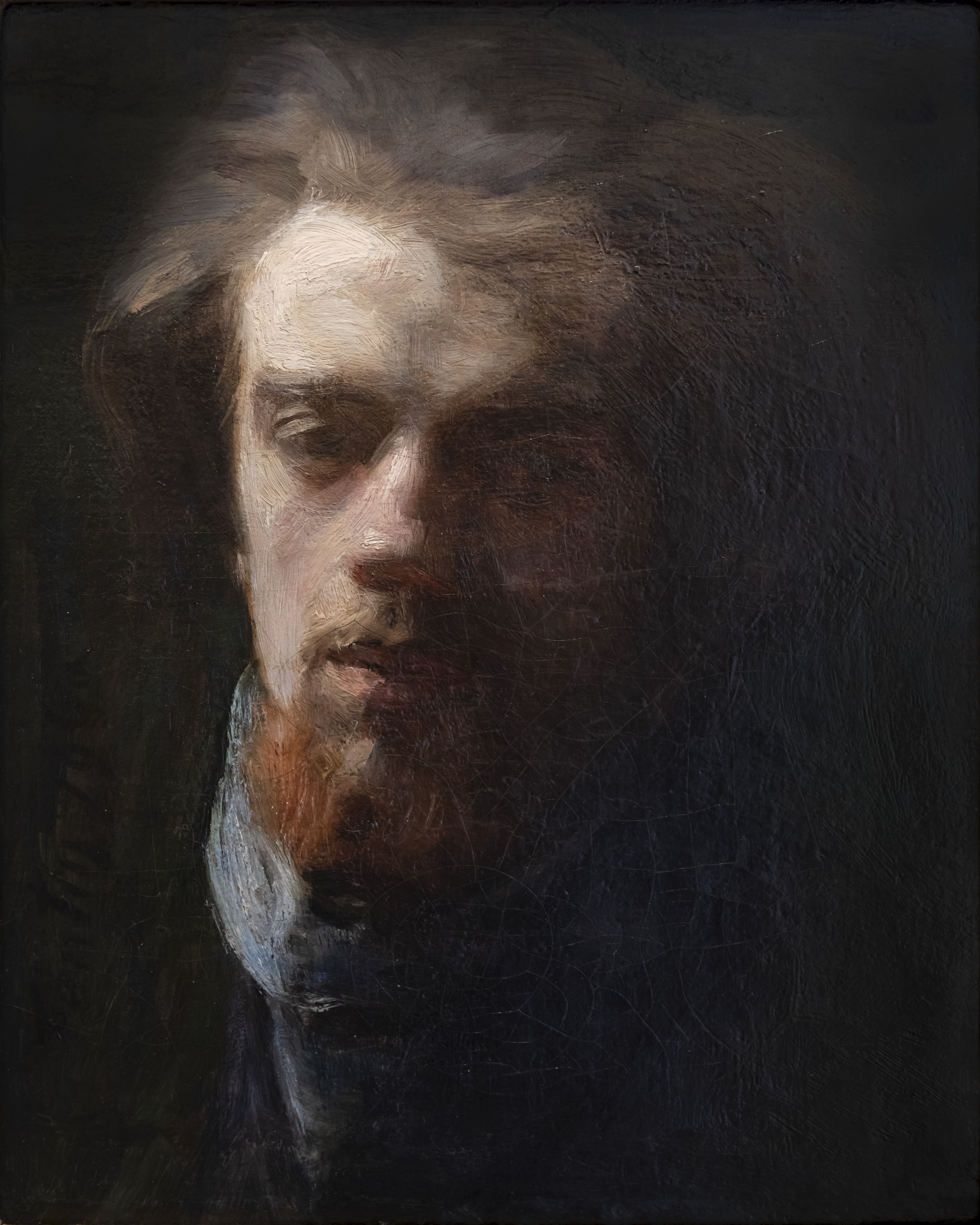
Selbstporträt (1860)
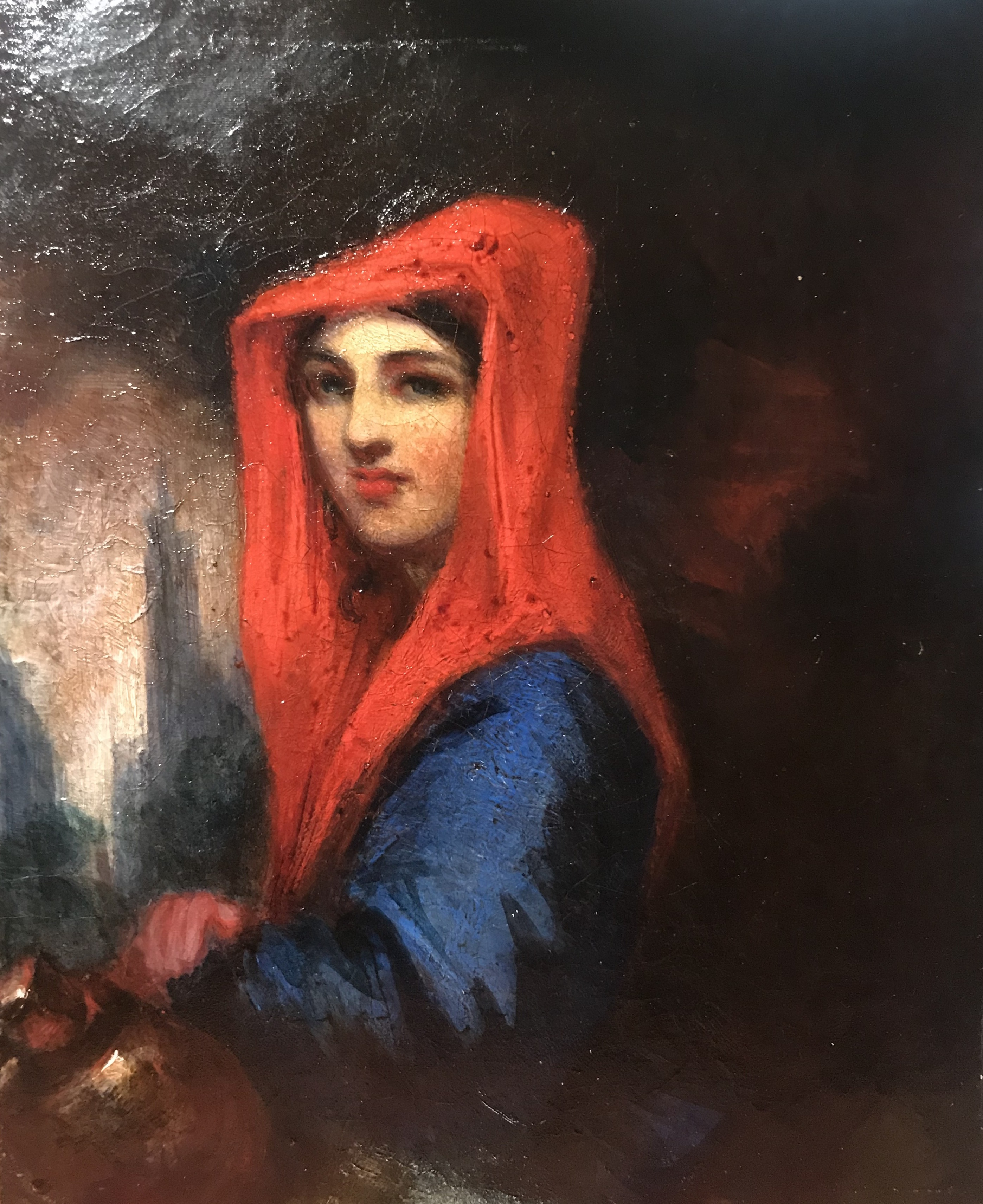
Fantin-Latour, Women of Algiers, depicting the newly restored Tour Saint-Jacques in Paris 1859.
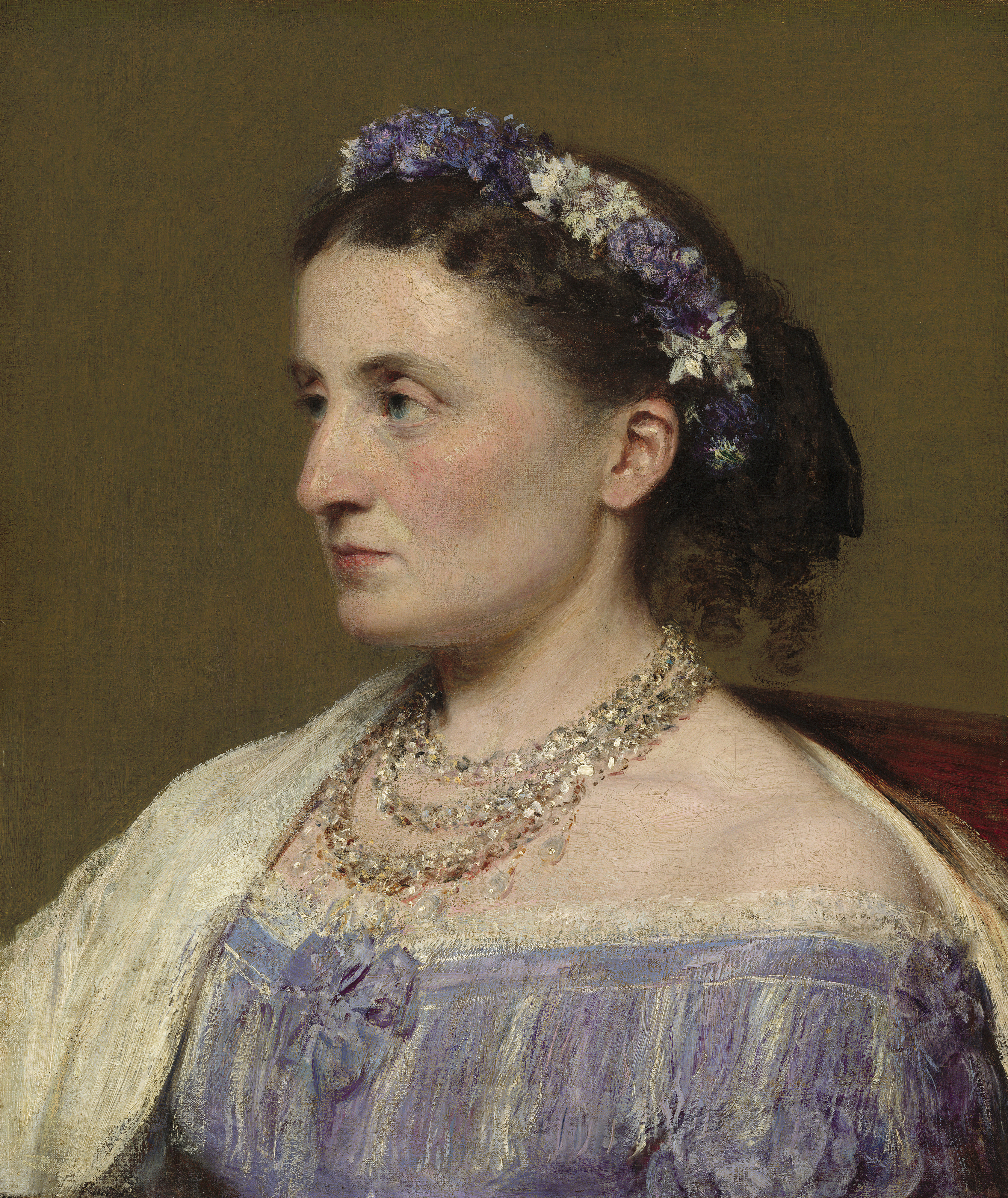
Duchess de Fitz-James (1867)
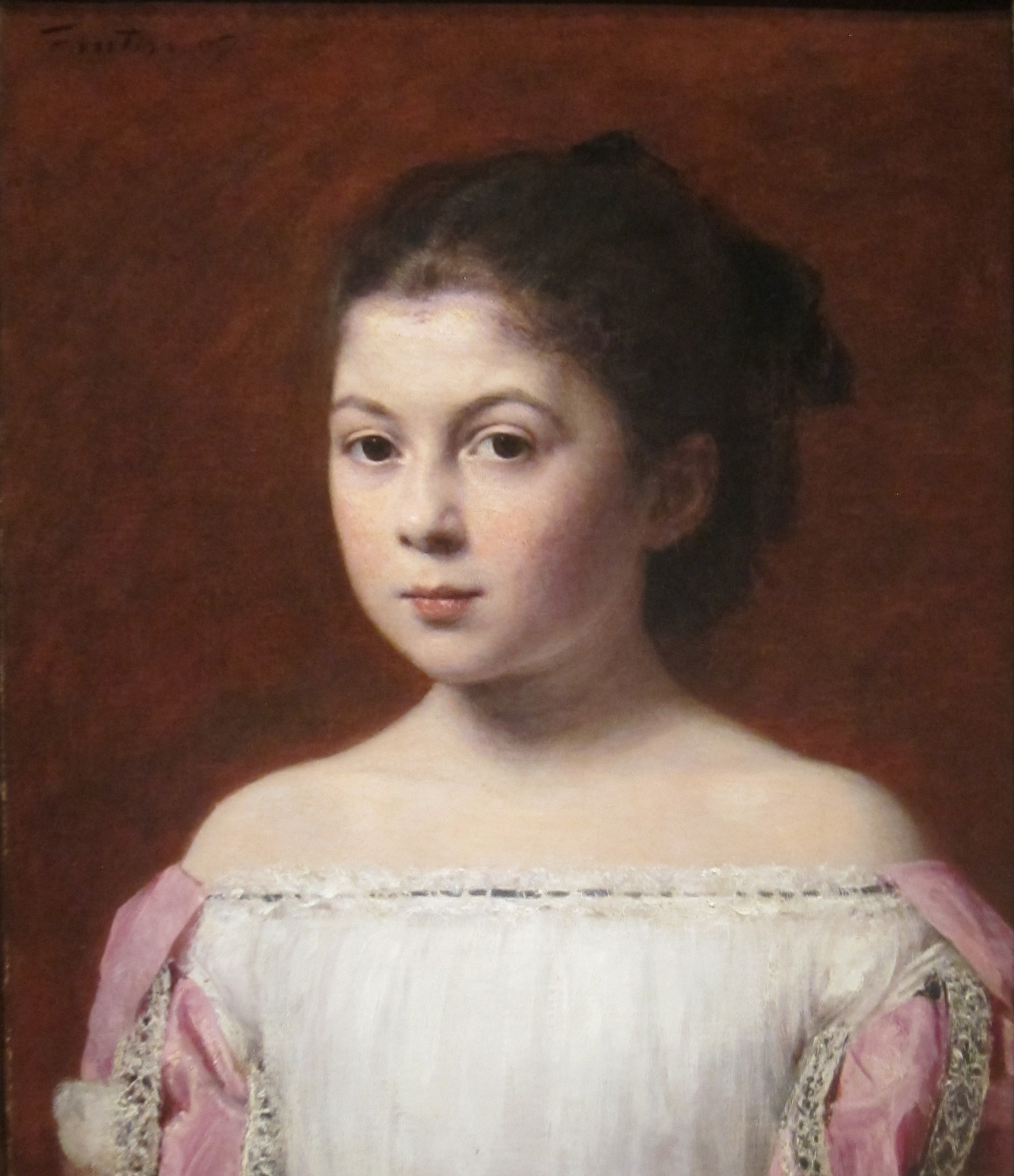
Marie-Yolande de Fitz-James (1867)
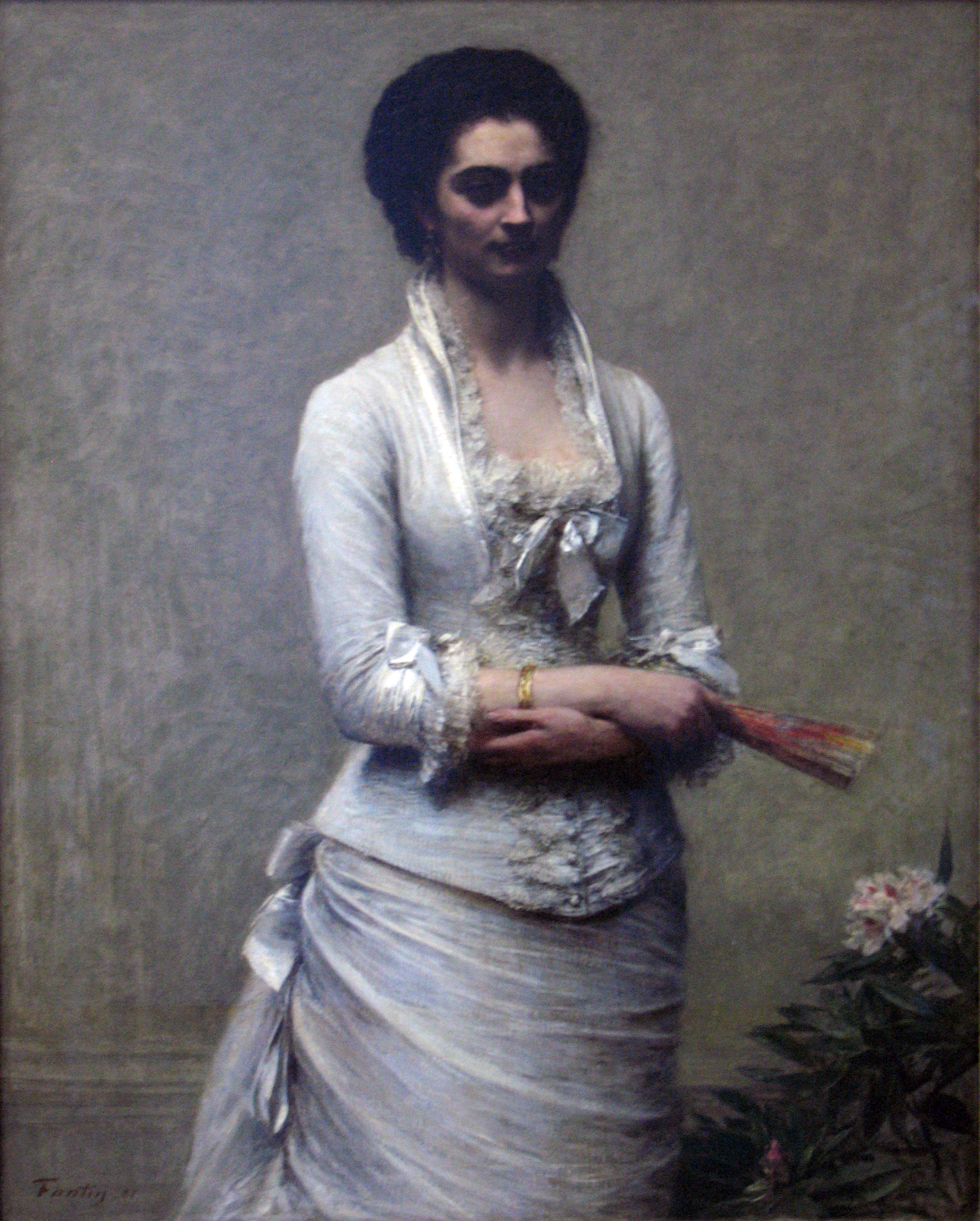
Eva Callimachi-Catargi (1881)
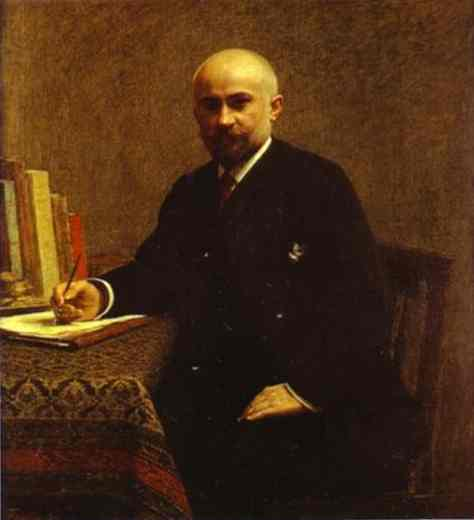
Jean-Lucien-Adolphe Jullien (1887)
Sonia (1890)

### Stillleben

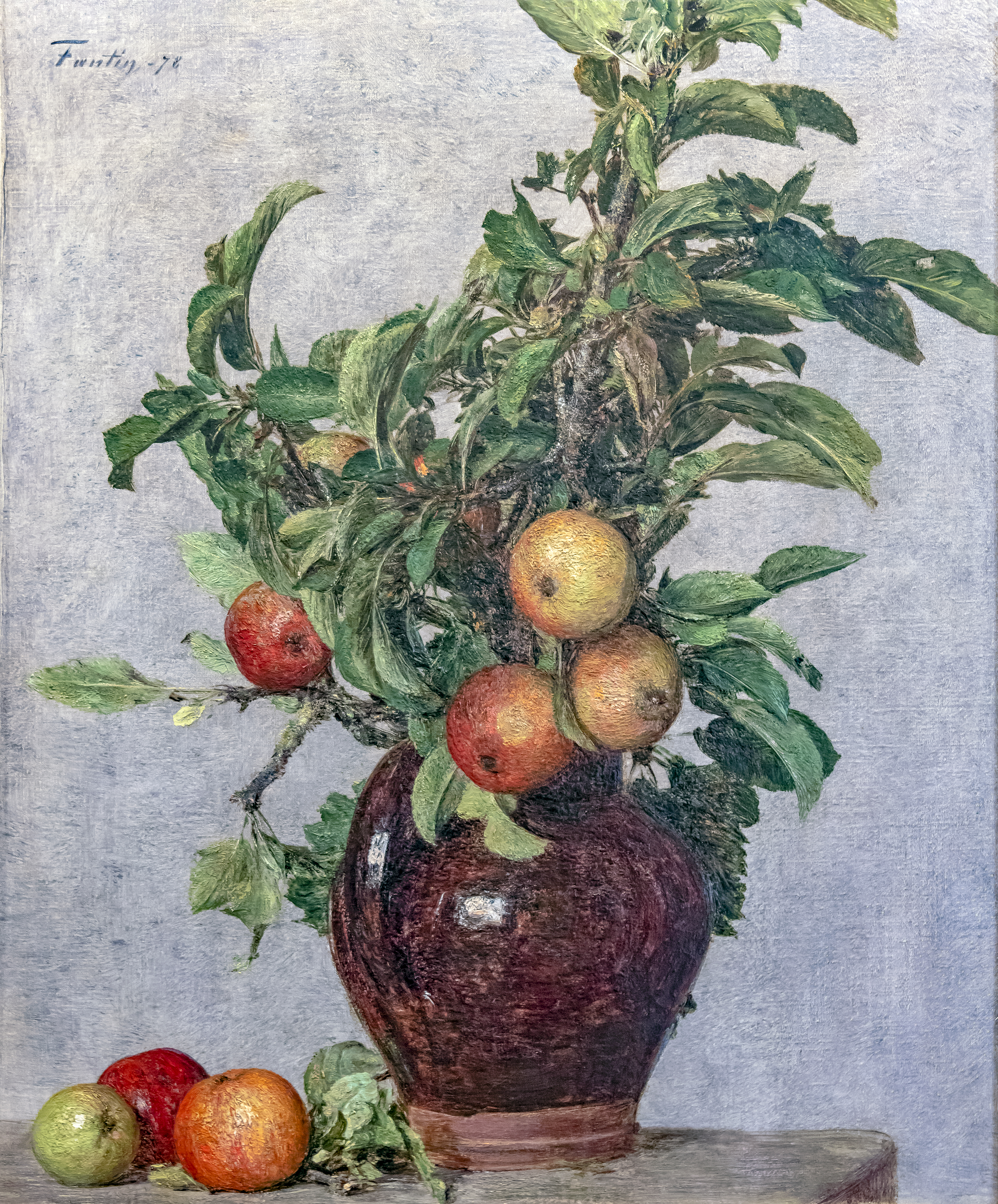
Vase mit Äpfeln und Laub (1872)
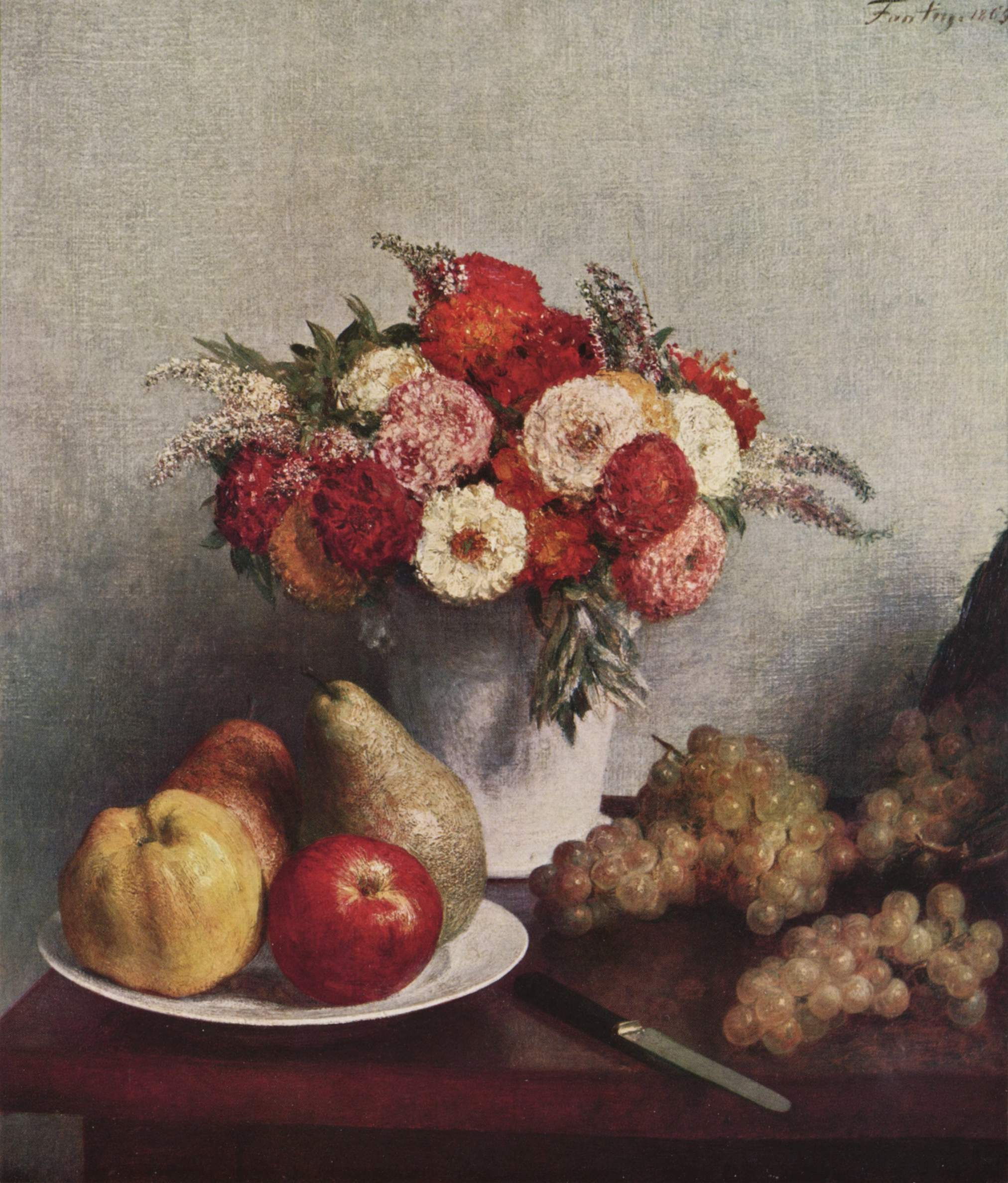
Stillleben mit Blumen und Früchten (1865)
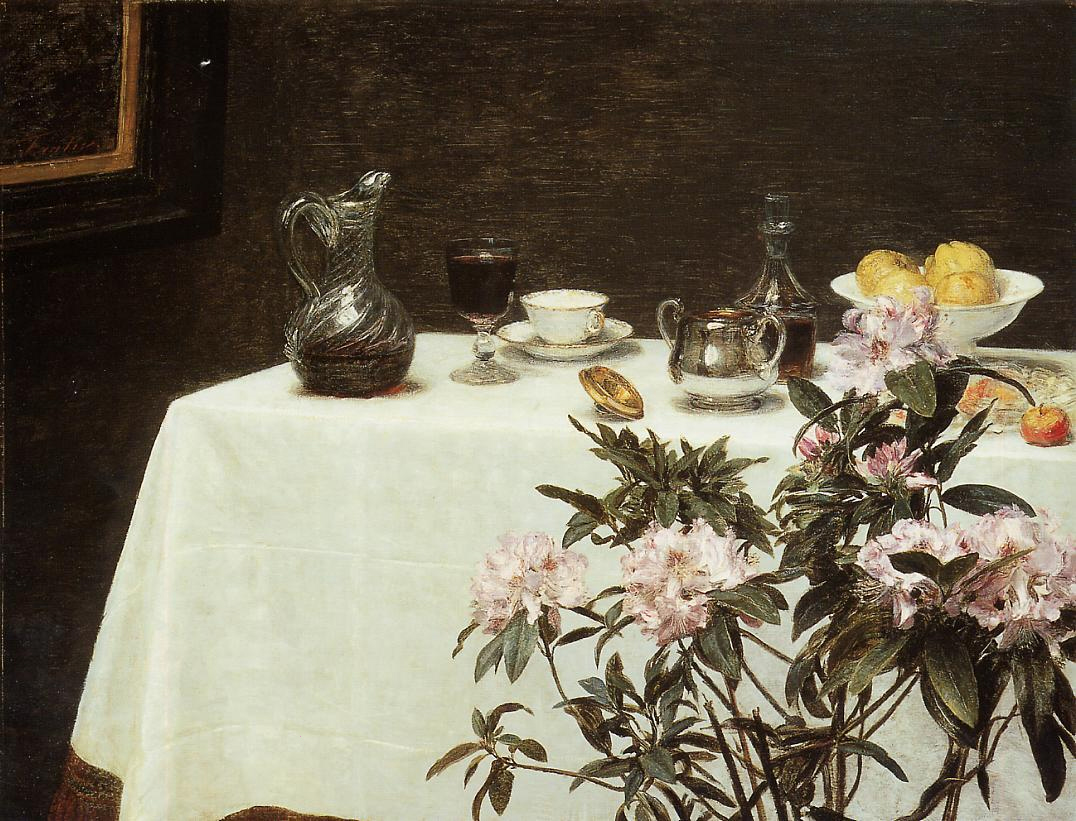
Nature morte. Le Coin de table (1873)
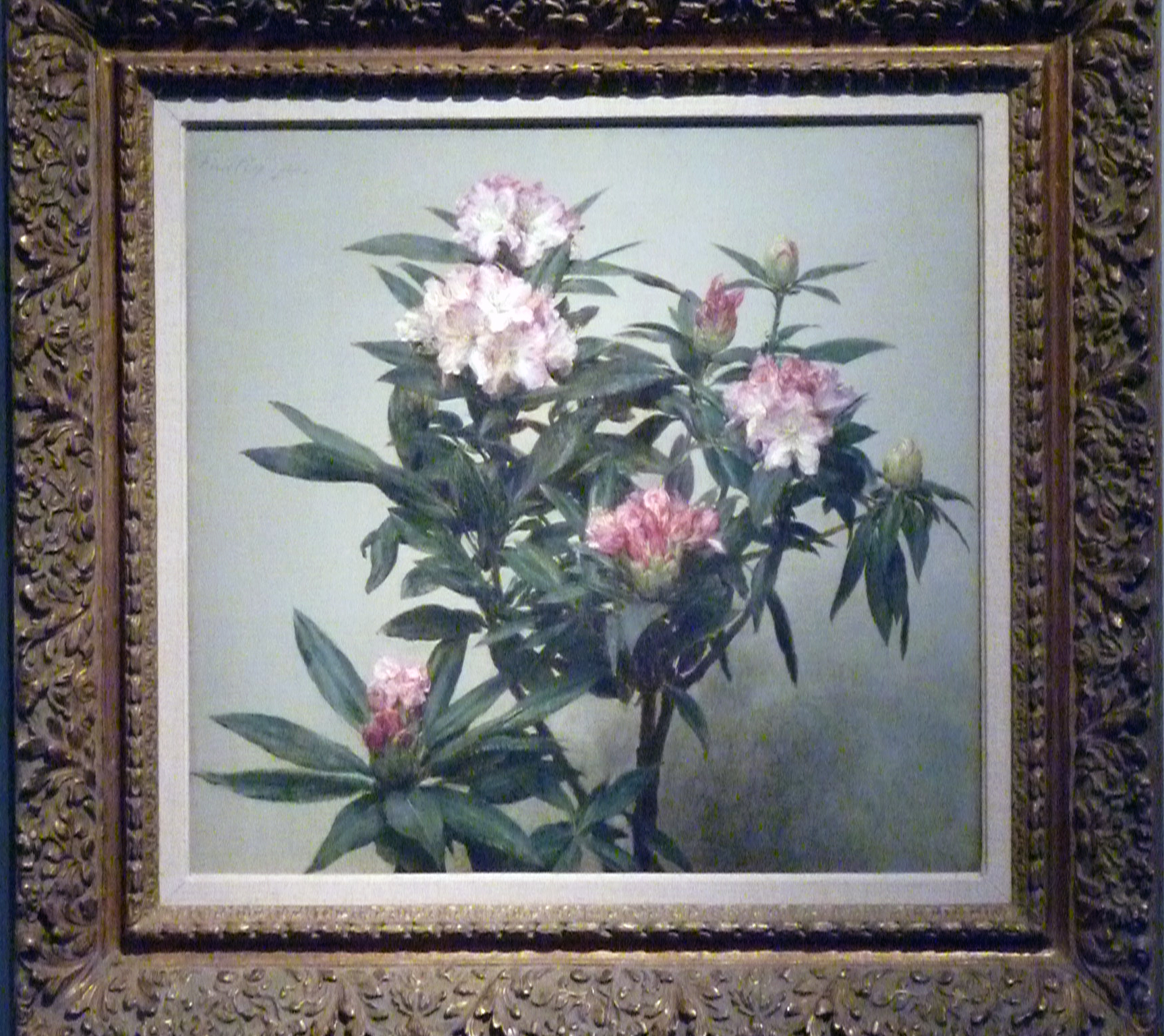
Blühender Rhododendronzweig (1874)
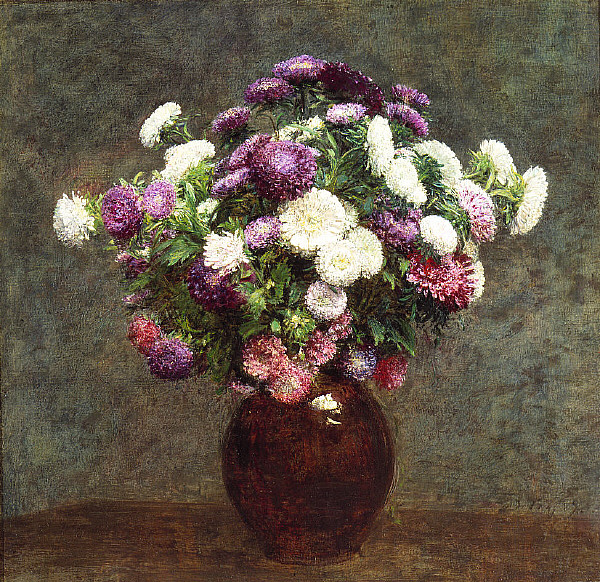
Asters dans un vase (1875)

### Andere Gemälde

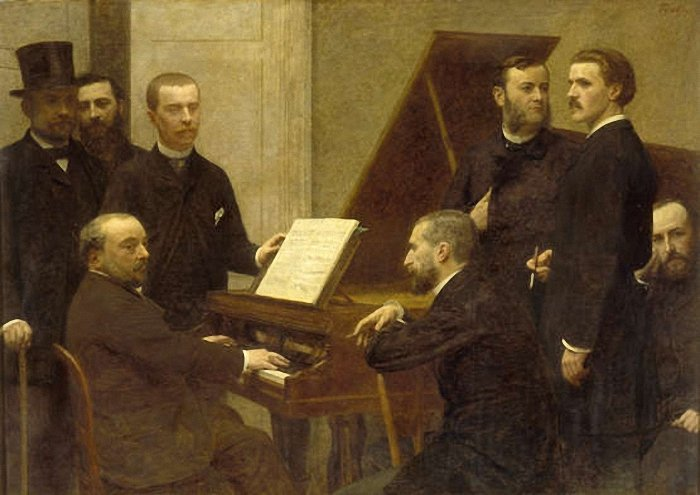
Autour du piano (1885)
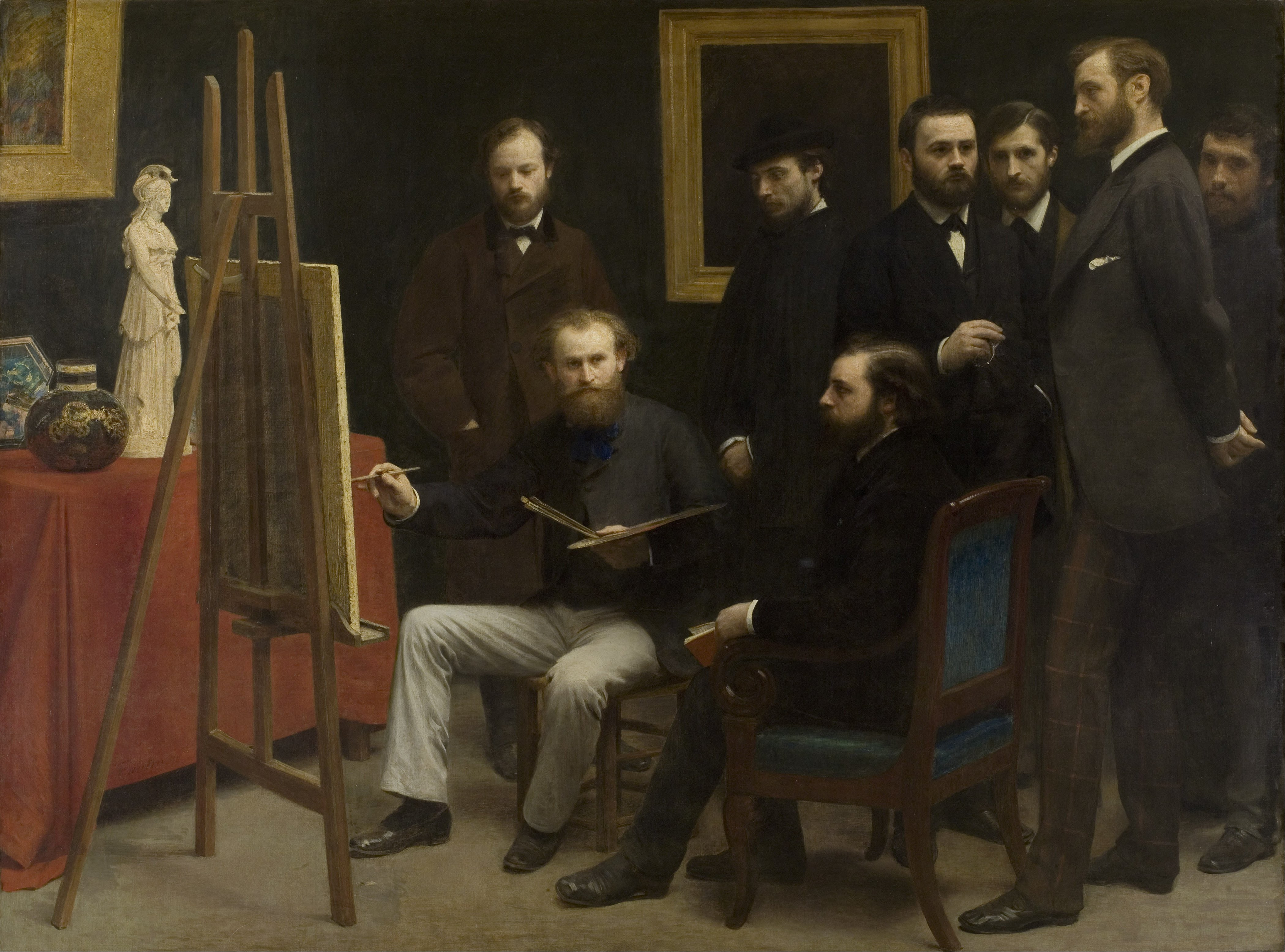
Un atelier aux Batignolles
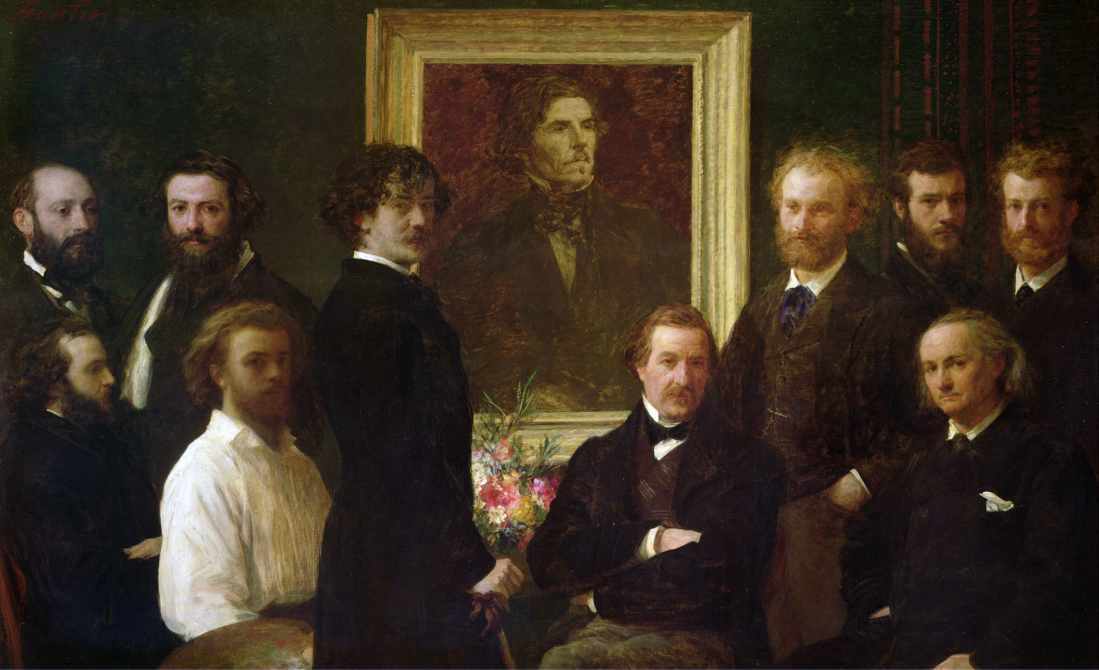
Hommage à Delacroix

### Lithografien

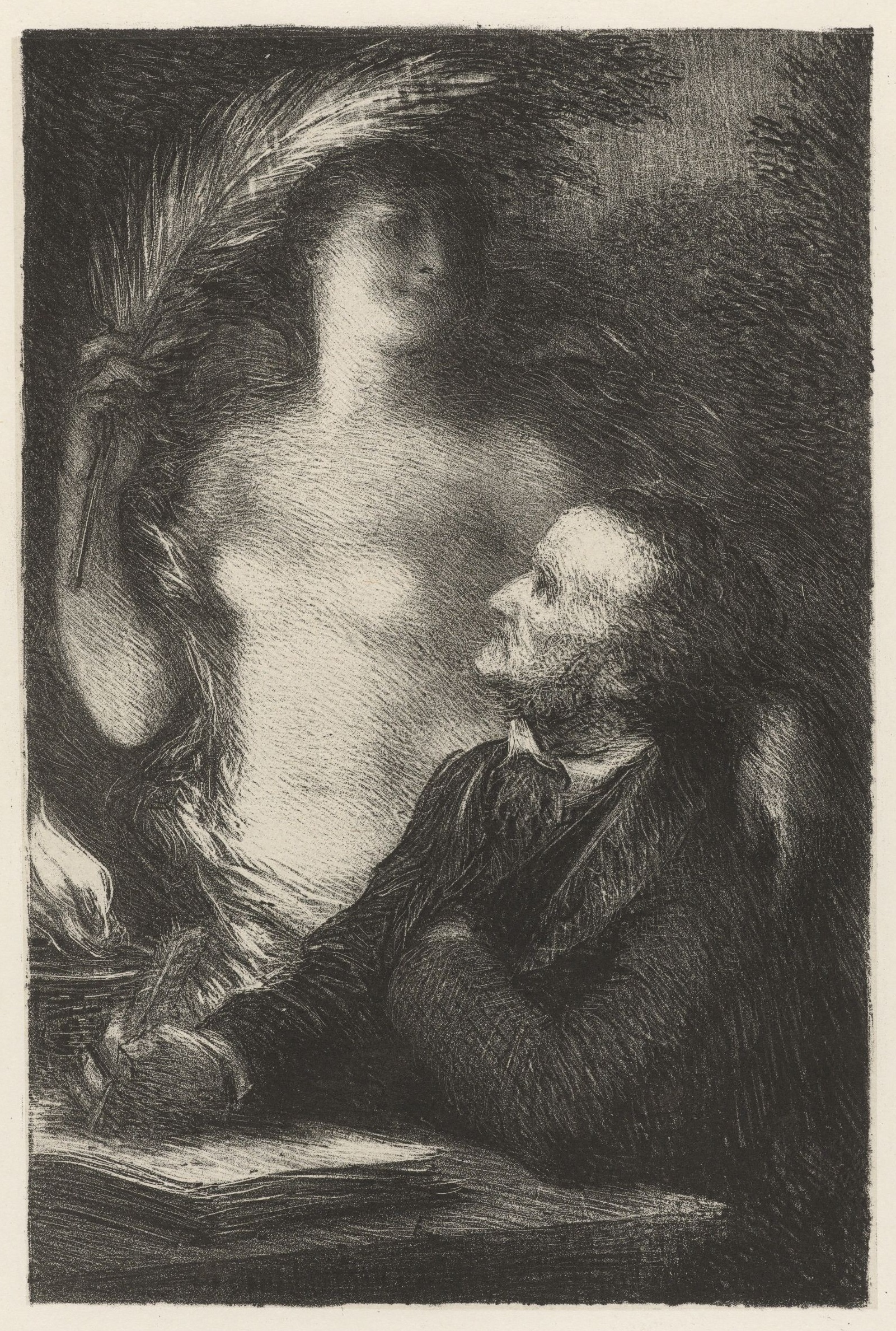
La Muse (Richard Wagner) (1862)
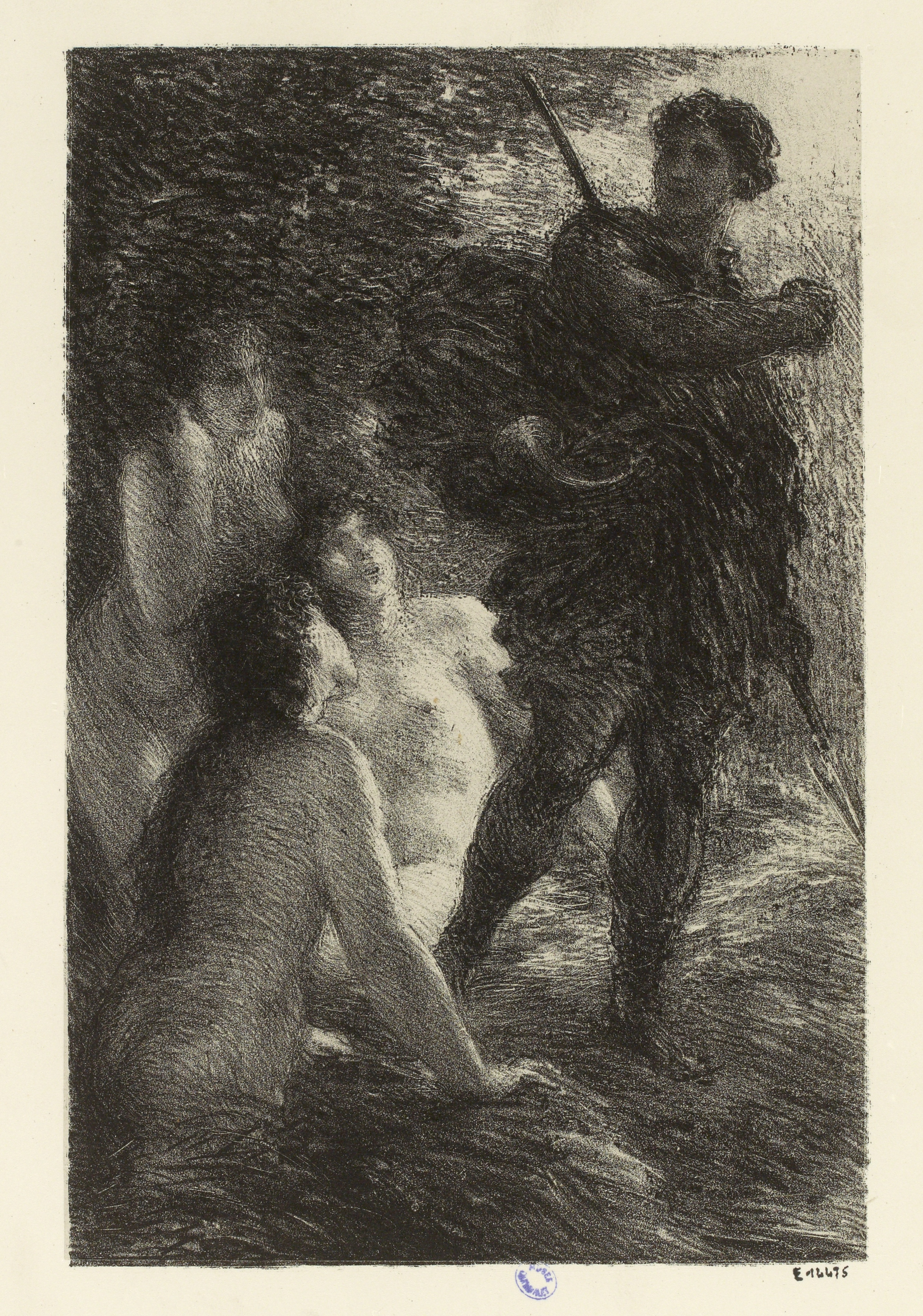
Siegfried et les Filles du Rhin (1886)
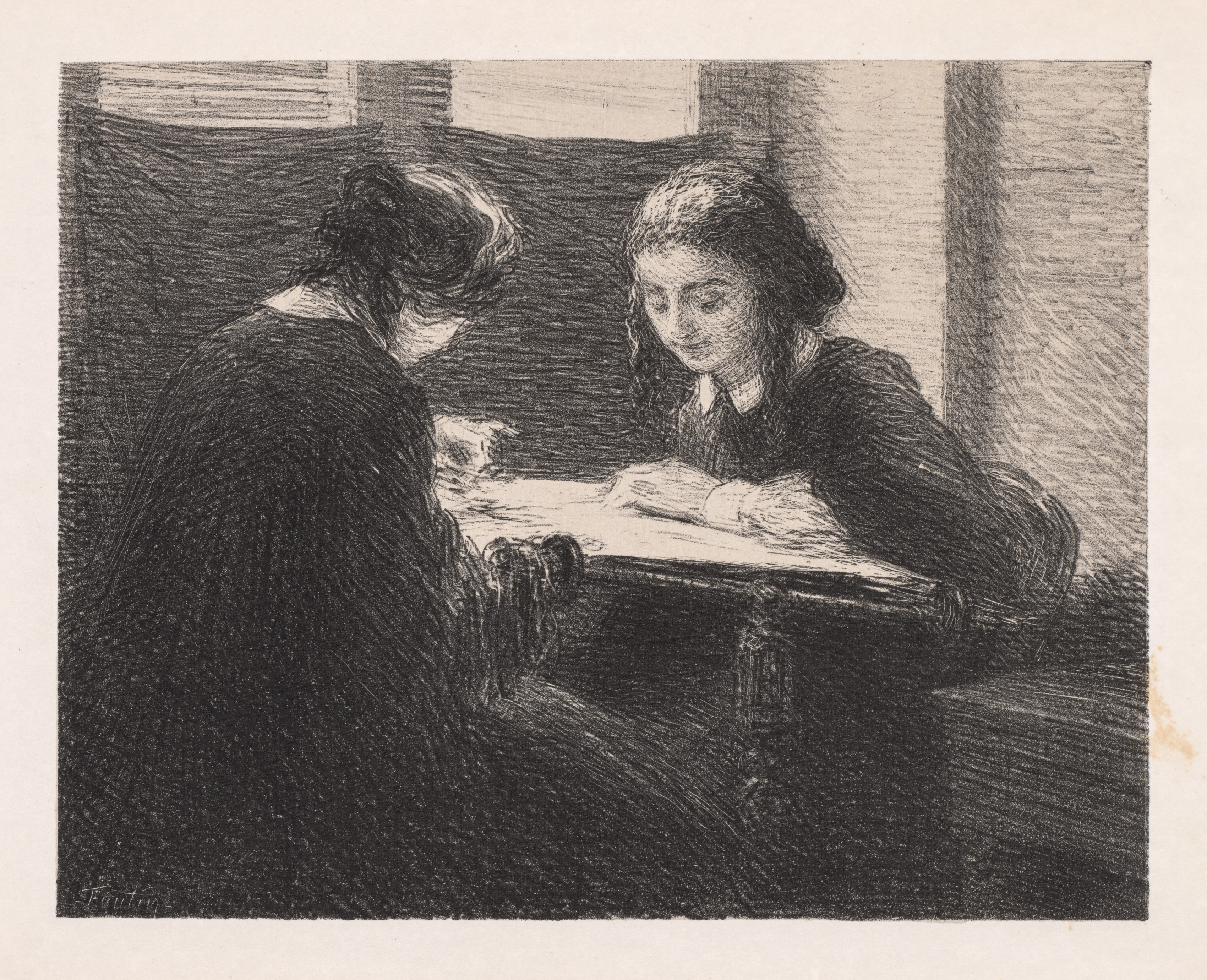
Les Brodeuses (1895)
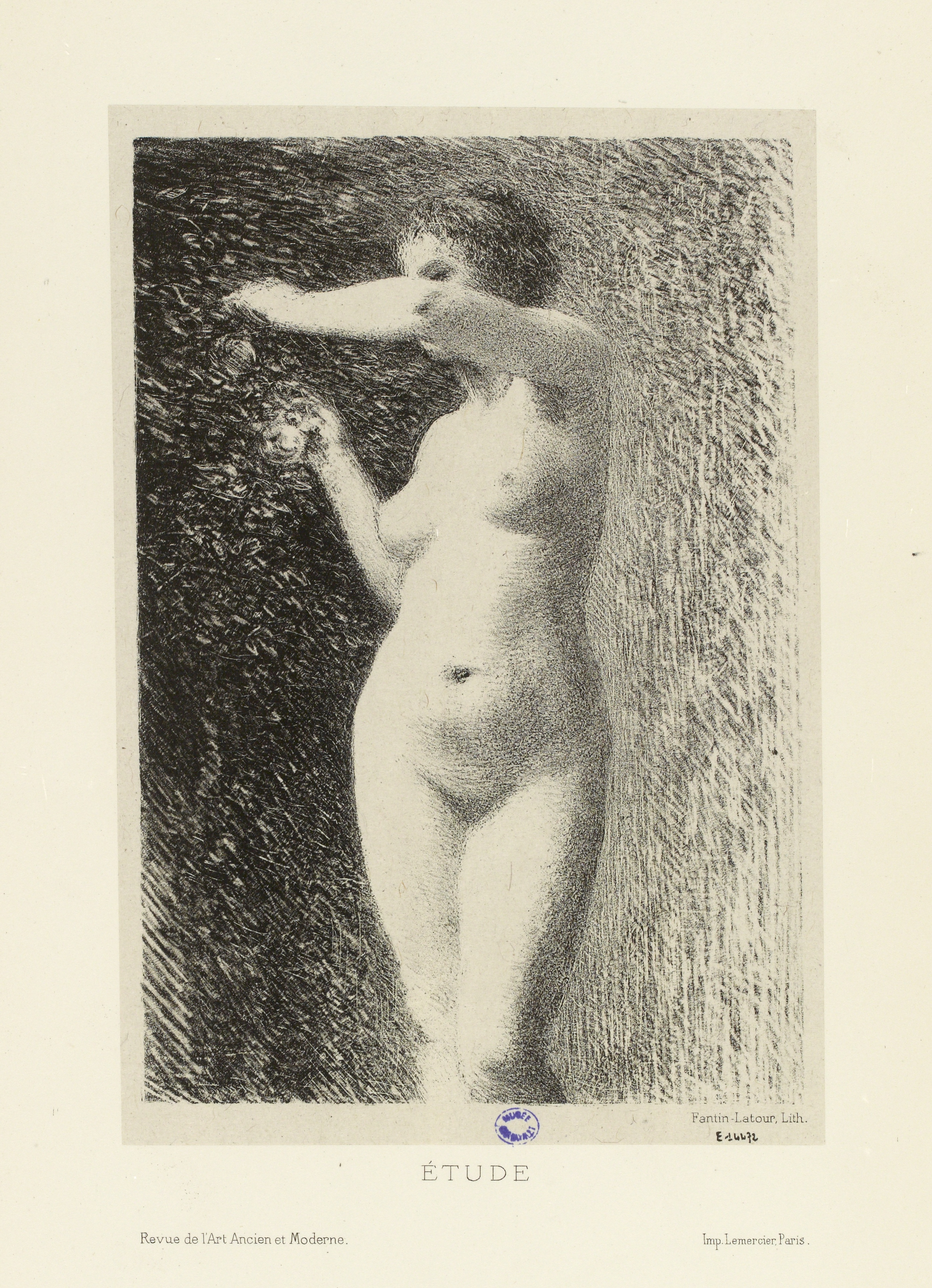
Étude pour Eve (1898)

### Zeichnungen

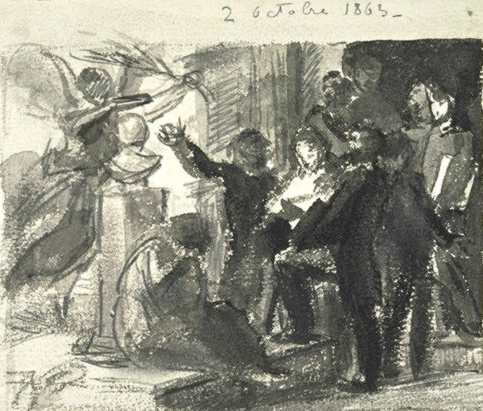
Étude d'Hommage à Delacroix (1863)
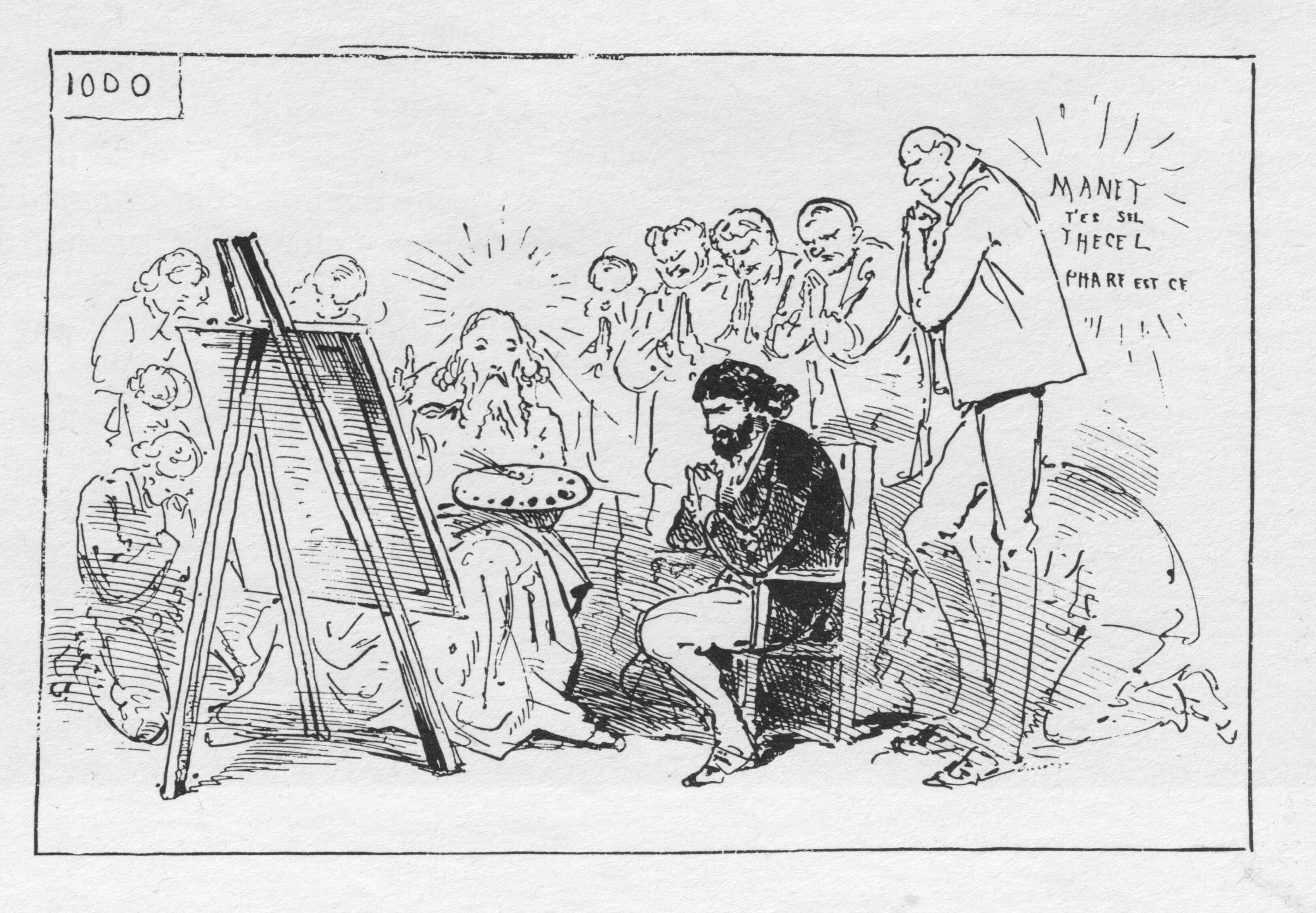
Karikatur zu Un atelier aux Batignolles (ca. 1870)